# Landtagswahlkreis Pinneberg-Elbmarschen
Der Landtagswahlkreis Pinneberg-Elbmarschen (Wahlkreis 23, 2012: Wahlkreis 24, bis 2009: Wahlkreis 27) ist ein Landtagswahlkreis in Schleswig-Holstein. Sein Gebiet umfasst vom Kreis Pinneberg die Städte Uetersen und Wedel, und das Amt Geest und Marsch Südholstein.

## Veränderungen
Der Landtagswahlkreis Pinneberg-Elbmarschen (Wahlkreis 23) umfasst infolge einer Neueinteilung von 2015 zur Landtagswahl 2017 die Städte Uetersen und Wedel und das neu gebildete Amt Geest und Marsch Südholstein, wodurch die Gemeinde Appen vom Landtagswahlkreis Elmshorn in diesen Wahlkreis wechselte. Zuvor umfasste er neben den beiden genannten Städten das Amt Haseldorf und die Gemeinden Groß Nordende, Heidgraben, Heist, Holm, Moorrege und Neuendeich des Amtes Moorrege.

## Landtagswahl 2022
| Gegenstand der Nachweisung | Gegenstand der Nachweisung | Erst- stimmen | Erst- stimmen | Zweit- stimmen | Zweit- stimmen |
| Bewerber                   | Partei                     | Anzahl        | %             | Anzahl         | %              |
| -------------------------- | -------------------------- | ------------- | ------------- | -------------- | -------------- |
| Wahlberechtigte            | Wahlberechtigte            | 58.730        | 58.730        | 58.730         | 58.730         |
| Wähler                     | Wähler                     | 34.502        | 34.502        | 34.502         | 34.502         |
| Ungültige Stimmen          | Ungültige Stimmen          | 445           | 1,3           | 260            | 0,8            |
| Gültige Stimmen            | Gültige Stimmen            | 34.057        | 98,7          | 34.242         | 99,2           |
| davon                      |                            |               |               |                |                |
| Martin Balasus             | CDU                        | 14.726        | 43,2          | 15.504         | 45,3           |
| Thomas Hölck               | SPD                        | 7.697         | 22,6          | 5.895          | 17,2           |
| Nadine Mai                 | GRÜNE                      | 6.807         | 20,0          | 6.567          | 19,2           |
| Nina Schilling             | FDP                        | 2.105         | 6,2           | 2.018          | 5,9            |
| Martin Gelbrich            | AfD                        | 1.506         | 4,4           | 1.456          | 4,3            |
| Marianne Kolter            | DIE LINKE                  | 671           | 2,0           | 521            | 1,5            |
| –                          | SSW                        | –             | –             | 1.077          | 3,1            |
| –                          | PIRATEN                    | –             | –             | 88             | 0,3            |
| Dennis Lobeck              | FREIE WÄHLER               | 545           | 1,6           | 199            | 0,6            |
| –                          | Die PARTEI                 | –             | –             | 217            | 0,6            |
| –                          | Z.                         | –             | –             | 40             | 0,1            |
| –                          | dieBasis                   | –             | –             | 235            | 0,7            |
| –                          | Die Humanisten             | –             | –             | 33             | 0,1            |
| –                          | Gesundheitsforschung       | –             | –             | 23             | 0,1            |
| –                          | Tierschutzpartei           | –             | –             | 262            | 0,8            |
| –                          | Volt                       | –             | –             | 107            | 0,3            |

Neben dem erstmals gewählten Wahlkreisabgeordneten Martin Balasus (CDU), der seiner Parteifreundin Barbara Ostmeier nachfolgte, wurde auch Thomas Hölck (SPD), der den Wahlkreis von 2005 bis 2009 im Parlament vertrat und seit 2014 wieder dem Landtag angehört, über die Landesliste seiner Partei gewählt.

## Landtagswahl 2017
| Direktkandidat        | Partei     | Erststimmen in % | Zweitstimmen in % |
| --------------------- | ---------- | ---------------- | ----------------- |
| Barbara Ostmeier      | CDU        | 39,9             | 31,4              |
| Thomas Hölck          | SPD        | 35,8             | 30,2              |
| Burkhard Stratmann    | GRÜNE      | 8,0              | 12,1              |
| Sven Olaf Siemens     | FDP        | 6,4              | 11,7              |
| Kathrin Jasper-Ahlers | PIRATEN    | 1,4              | 0,9               |
| –                     | SSW        | –                | 2,1               |
| Hans-Ewald Mertens    | LINKE      | 3,4              | 3,7               |
| –                     | FAMILIE    | –                | 0,5               |
| –                     | FW-SH      | –                | 0,5               |
| Bernhard Noack        | AfD        | 5,2              | 5,7               |
| –                     | LKR        | –                | 0,2               |
| –                     | Die Partei | –                | 0,5               |
| –                     | Z.SH       | –                | 0,2               |

Neben der direkt gewählten Wahlkreisabgeordneten Barbara Ostmeier (CDU), die das Mandat seit 2009 innehat, wurde ihr Vorgänger Thomas Hölck (SPD), der den Wahlkreis von 2005 bis 2009 im Parlament vertrat und seit 2014 als Nachrücker wieder dem Landtag angehört, über die Landesliste seiner Partei gewählt.

## Landtagswahl 2012
| Direktkandidat    | Partei  | Erststimmen in % | Zweitstimmen in % |
| ----------------- | ------- | ---------------- | ----------------- |
| Barbara Ostmeier  | CDU     | 39,5             | 32,2              |
| Thomas Hölck      | SPD     | 37,3             | 31,4              |
| Birgit Klampe     | FDP     | 3,5              | 8,0               |
| Helmuth Kruse     | GRÜNE   | 9,2              | 13,2              |
| Christian Schulze | LINKE   | 2,3              | 2,4               |
| –                 | SSW     | –                | 2,2               |
| Patrick König     | PIRATEN | 7,5              | 8,6               |
| –                 | FW-SH   | –                | 0,5               |
| Ingo Stawitz      | NPD     | 0,7              | 0,8               |
| –                 | FAMILIE | –                | 0,8               |
| –                 | MUD     | –                | 0,1               |

Neben der wiedergewählten Wahlkreisabgeordneten Barbara Ostmeier (CDU) wurde zunächst kein weiterer Kandidat aus dem Wahlkreis in den Landtag gewählt. Ihr Vorgänger Thomas Hölck (SPD), der den Wahlkreis von 2005 bis 2009 im Parlament vertreten hatte, schied aufgrund des nicht ausreichenden Listenplatzes zunächst aus dem Landtag aus, rückte aber am 3. November 2014 für Gitta Trauernicht nach.

## Landtagswahl 2009
| Direktkandidat   | Partei  | Erststimmen in % | Zweitstimmen in % |
| ---------------- | ------- | ---------------- | ----------------- |
| Barbara Ostmeier | CDU     | 40,8             | 33,5              |
| Thomas Hölck     | SPD     | 30,7             | 26,6              |
| Sven Schubert    | FDP     | 8,9              | 13,9              |
| Susanne Epskamp  | GRÜNE   | 10,2             | 12,9              |
| -                | SSW     | -                | 1,5               |
| Claus Samtleben  | LINKE   | 5,3              | 6,2               |
| Kerstin Liesk    | PIRATEN | 2,2              | 2,2               |
| Ingo Stawitz     | NPD     | 1,0              | 1,0               |
| Ute Rütten       | FW-SH   | 0,8              | 0,6               |
| -                | RENTNER | -                | 0,5               |
| -                | FAMILIE | -                | 0,7               |
| -                | RRP     | -                | 0,2               |
| -                | IPD     | -                | 0,1               |

Neben der erstmals direkt gewählten Wahlkreisabgeordneten Barbara Ostmeier (CDU) wurde ihr Vorgänger Thomas Hölck (SPD), der den Wahlkreis von 2005 bis 2009 im Parlament vertreten hatte, über die Landesliste seiner Partei in den Landtag gewählt.

## Landtagswahl 2005
Die Landtagswahl 2005 ergab folgendes Ergebnisse:
| Gegenstand der Nachweisung | Gegenstand der Nachweisung | Erst- stimmen | Erst- stimmen | Zweit- stimmen | Zweit- stimmen |
| Bewerber                   | Partei                     | Anzahl        | %             | Anzahl         | %              |
| -------------------------- | -------------------------- | ------------- | ------------- | -------------- | -------------- |
| Wahlberechtigte            | Wahlberechtigte            | 51.543        | 51.543        | 51.543         | 51.543         |
| Wähler                     | Wähler                     | 33.506        | 33.506        | 33.506         | 33.506         |
| Ungültige Stimmen          | Ungültige Stimmen          | 872           | 2,6           | 453            | 1,4            |
| Gültige Stimmen            | Gültige Stimmen            | 32.634        | 97,4          | 33.053         | 98,6           |
| davon                      |                            |               |               |                |                |
| Thomas Hölck               | SPD                        | 13.936        | 42,7          | 13.382         | 40,5           |
| ?                          | CDU                        | 13.025        | 39,9          | 12.802         | 38,7           |
| ?                          | FDP                        | 2.796         | 8,6           | 2.212          | 6,7            |
| ?                          | GRÜNE                      | 2.126         | 6,5           | 2.497          | 7,6            |
| –                          | SSW                        | –             | –             | 511            | 1,5            |
| –                          | NPD                        | 751           | 2,3           | 733            | 2,2            |
| –                          | FAMILIE                    | –             | –             | 210            | 0,6            |
| –                          | Übrige                     | –             | –             | 706            | 2,1            |

Neben dem erstmals gewählten Wahlkreisabgeordneten Thomas Hölck (SPD), der seinem Parteifreund Helmut Plüschau nachfolgte, wurde kein weiterer Kandidat in den Landtag gewählt.

## Bisherige Abgeordnete
Direkt gewählte Abgeordnete des Wahlkreises Pinneberg-Elbmarschen (seit 1954) bzw. Pinneberg-Uetersen (1947) waren:
| Jahr | Direktkandidat      | Partei | Erststimmen in % |
| ---- | ------------------- | ------ | ---------------- |
| 2022 | Martin Balasus      | CDU    | 43,2             |
| 2017 | Barbara Ostmeier    | CDU    | 39,9             |
| 2012 | Barbara Ostmeier    | CDU    | 39,5             |
| 2009 | Barbara Ostmeier    | CDU    | 40,8             |
| 2005 | Thomas Hölck        | SPD    | 42,7             |
| 2000 | Helmut Plüschau     | SPD    | 49,1             |
| 1996 | Helmut Plüschau     | SPD    | 41,5             |
| 1992 | Jens Vollert        | SPD    | 48,2             |
| 1988 | Jens Vollert        | SPD    | 55,8             |
| 1987 | Jens Vollert        | SPD    | 45,9             |
| 1983 | Hans Detlef Stäcker | CDU    |                  |
| 1979 | Hans Detlef Stäcker | CDU    | 45,8             |
| 1975 | Hans Detlef Stäcker | CDU    | 48,4             |
| 1971 | Hans Detlef Stäcker | CDU    | 48,8             |
| 1967 | Waldemar Dudda      | SPD    | 47,7             |
| 1962 | Walter Damm         | SPD    | 44,9             |
| 1958 | Walter Damm         | SPD    | 44,2             |
| 1954 | Walter Damm         | SPD    | 46,8             |
| …    |                     |        |                  |
| 1947 | Walter Damm         | SPD    | 50,5             |